# Supermarine Seafire
O Supermarine Seafire (inglês para: "fogo marinho" ou "fogo do mar") foi uma versão naval do Supermarine Spitfire adaptado para operação de porta-aviões da Fleet Air Arm da Marinha Real Britânica. Era análogo em conceito ao Hawker Sea Hurricane, uma versão naval do companheiro estável do Spitfire, o Hawker Hurricane. O nome Seafire foi derivado da abreviação do nome mais longo Sea Spitfire.

## Operadores
- Canadá: Marinha Real Canadense
- França: Aviação Naval Francesa (Marinha Nacional Francesa)
- Irlanda: Corpo Aéreo Irlandês
- Reino Unido: Fleet Air Arm (Marinha Real Britânica)